# هواگرد ضد بمب‌افکن

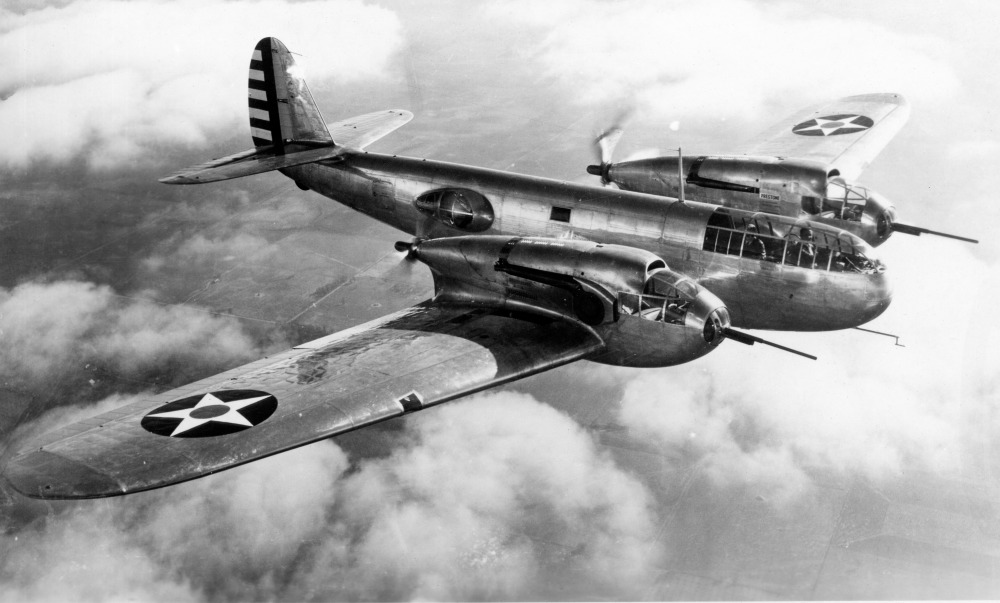
بل وای‌اف‌ام-۱ ایراکودا با تسلیحات سنگین در حین پرواز. ایراکودا یک «هواگردهای ضد بمب‌افکن» طراحی شده آمریکایی قبل از جنگ جهانی دوم بود.

هواگردهای ضد بمب‌افکن یا نابودگرهای بمب‌افکن (به انگلیسی: Bomber destroyers) هواگردهای رهگیر جنگ جهانی دوم بودند که برای نابودی هواگردهای بمب‌افکن دشمن در نظر گرفته شده بودند. هواگردهای ضد بمب‌افکن معمولاً بزرگ‌تر و سنگین‌تر از رهگیرهای متعارف بودند و برای نصب تسلیحات قوی‌تر طراحی شده بودند و اغلب دارای موتورهای دوقلو بودند. آنها با جنگنده‌های شبانه هم تفاوت داشتند، زیرا برای استفاده روزانه طراحی شده بودند.
سپاه هوایی نیروی زمینی ایالات متحده، ضد بمب‌افکن‌های مسلح قدرتمند مانند نمونه اولیه بل وای‌اف‌ام-۱ ایراکودا را برای مقابله با حمله احتمالی بمب‌افکن‌های با کارایی بالا در نظر گرفت. لاکهید پی-۳۸ لایتنینگ و بل پی-۳۹ ایرکبرا نیز در ابتدا برای حمل تسلیحات بسیار سنگین براساس توپ ۳۷ میلیمتری مرکزی، به‌عنوان هواگرد رهگیر که در نقش ضد بمب‌افکن کار می‌کند، طراحی شده بودند.
برخلاف آمریکا، در دوران پیش از جنگ، بریتانیا از توسعه «جنگنده برجک‌دار» مانند دفیانت که تسلیحاتش در یک برجک چرخان قرار می‌گرفت، حمایت می‌کرد. انتظار می‌رفت جنگنده‌های برجک‌دار برای متمرکز کردن آتش بر روی بمب‌افکن‌های بدون اسکورت (به دلیل محدودیت برد جنگنده‌های آلمانی) با هم کار کنند، که بتوانند از همه طرف حمله کنند و با فرصت کوتاه شلیک یک جنگنده تک‌سرنشین در حمله با سرعت بالا محدود نشوند.
پی-۳۸، یک نمونه کوچک و تک‌سرنشین از نوع ضد بمب‌افکن، در نهایت با توپ ۲۰ میلیمتری و چهار مسلسل کالیبر ۵۰ در یک محفظه مرکزی به جای یک توپ سنگین‌تر، تجهیز شد. این هواپیما در اوایل جنگ جهانی دوم خود را یک هواگرد جنگنده بسیار توانمند نشان داد.
یک نام فریبنده مشابه، اگرچه کاملاً متفاوت، اصطلاح Zerstörer آلمانی (به معنای نابودگر) بود. این اصطلاح در ۱ مه ۱۹۳۹ معرفی شد، به‌طور خاص نقش دفاعی ضد بمب افکن را رد کرد (که به جنگنده‌های سبک واگذار شده بود)، و بیانگر یک جنگنده سنگین برای ماموریت‌های تهاجمی بود؛ ازجمله اسکورت بمب افکن‌ها، سرکوب جنگنده‌های دوربرد و جمله به زمین. طراحی‌های آلمانی از کاستی‌های عملکردی رنج می‌بردند زیرا به دلیل خدمه دو یا سه نفره و امکانات اضافی کابین خلبان سنگینتر بودند.
پس از جنگ جهانی دوم، بهبود قدرت موتور و تسلیحات منجر به کاهش علاقه به ساخت ضد بمب‌افکن‌ها به عنوان یک کلاس خاص از هواپیما شد. حتی جنگنده‌های کوچک قدرت آتش کافی را برای مقابله مؤثر با بمب افکن‌های دشمن داشتند و جنگنده‌های همه منظوره با کارایی بالا در اواخر جنگ - مانند پی-۵۱ ماستنگ - در تمام نقش‌های جنگنده: تعقیب، اسکورت بمب افکن، رهگیری و حمله زمینی عالی بودند. علاقه به رهگیرها در طول جنگ سرد تجدید شد. هم آمریکا و هم شوروی رهگیرهای اختصاصیِ صرف مانند کانویر اف-۱۰۶ دلتا دارت و میگ-۲۵ را طراحی و تولید کردند. این هواپیماها به‌طور کلی هرگز به عنوان «ضد بمب‌افکن» یا «نابودگر بمب‌افکن» شناخته نمی‌شدند، حتی اگر مأموریت اصلی آنها انهدام بمب‌افکن‌های راهبردی دشمن بود. به هرحال تعداد کمی رهگیر اختصاصی از دهه ۱۹۶۰ طراحی یا تولید شده است.